# 人民海军 (报纸)
《人民海军》是中国人民解放军海军政治工作部主办的报纸，为海军党委机关报，1957年创刊。

## 简介
1949年4月23日，华东军区海军领导机构在江苏省泰县白马庙乡（今位于江苏省泰州市海陵区）成立，张爱萍任司令员兼政委，中国人民解放军海军从此诞生。1949年8月28日，毛泽东在中南海怀仁堂正门大厅里接见了张爱萍、林遵等人一行。应张爱萍请求，毛泽东为华东军区海军题词：“我们一定要建设一支海军，这支海军要能保卫我们的海防，有效地防御帝国主义的可能的侵略。”另为华东军区海军机关报《人民海军》报题写了“人民海军”四字报头。报头及题词在8月29日下午送交张爱萍。
1950年元旦，《人民海军》报创刊号发行，刊登了毛泽东的上述题词，8月27日朱德总司令、刘少奇副主席、周恩来总理为华东军区海军的题词（朱德题词：“虚心学习，努力工作，建设一支人民的海军”；刘少奇题词：“建设人民的海军，巩固国防”；周恩来题词：“为建设中国人民海军而奋斗”），以及华东军区司令员陈毅、政治委员饶漱石、副司令员粟裕的题词。
1950年，中国人民解放军海军领导机关成立。1957年，中国人民解放军海军政治部创办《人民海军》报。该报沿用了过去华东军区海军的《人民海军》报由毛泽东题写的报头。2016年，在深化国防和军队改革中，中国人民解放军海军政治部改为中国人民解放军海军政治工作部，《人民海军》报由中国人民解放军海军政治工作部主办。

## 历任社长
- 柳夷 大校（？—1965年）[6][7]

……
- 稽振太 海军大校（？—？）[8]
- 江卫阳 海军大校（1996年5月—？）[9][8]
- 赵兴德 海军大校（？—？）[10][8]
- 刘金来 海军大校（2011年8月—）[11]